# Новополе (Тарновський повіт)
Новополе (пол. Nowopole) — село в Польщі, у гміні Ветшиховиці Тарновського повіту Малопольського воєводства.
Населення — 129 осіб (2011).
У 1975-1998 роках село належало до Тарновського воєводства.

## Демографія
Демографічна структура станом на 31 березня 2011 року:
|          | Загалом | Допрацездатний вік | Працездатний вік | Постпрацездатний вік |
| -------- | ------- | ------------------ | ---------------- | -------------------- |
| Чоловіки | 58      | 11                 | 38               | 9                    |
| Жінки    | 71      | 12                 | 40               | 19                   |
| Разом    | 129     | 23                 | 78               | 28                   |